# WBV Homerunners
WBV Homerunners est une association de baseball fondée en 1982. Ils disposent de trois équipes jouant dans les compétitions autrichiennes: les Vienna Metrostars qui évoluent dans l'Austrian Baseball League, la plus haute division autrichienne, les Vienna Mets au sein de la ligue régionale Est (Regionalliga Ost), et les Vienna Bulldogs qui évoluent dans la ligue nationale Est(Landesliga Ost). De plus les femmes jouent dans l'équipe de softball des Vienna Mosquitoes.